# Николај Јергенсен
Николај Мик Јергенсен (Балеруп, 15. јануар 1991) професионални је дански фудбалер који игра на позицији нападача за Копенхаген и за репрезентацију Данске. 

## Признања

### Клупска
ФЦ Копенхаген
- Суперлига Данске: 2012/13, 2015/16.
- Куп Данске: 2014/15, 2015/16.

Фајенорд
- Ередивизија: 2016/17.
- Куп Холандије: 2017/18.
- Суперкуп Холандије: 2017,[2] 2018.[3]

### Појединачна
- Најбољи стрелац Ередивизије: 2016/17.